# Gentiana nivalis
La genziana delle nevi (Gentiana nivalis L., 1753) è una pianta della famiglia delle Genzianacee.

## Descrizione
È una piccola pianta erbacea annuale, alta da 2 a 15 cm, con foglie ovali lunghe dai 2 ai 5 centimetri e fiori solitari disposti all'estremità dei rami, di colore blu vivace, con corolla di 8 millimetri di diametro, lunghi dal centimetro e mezzo ai due centimetri. Fiorisce tra giugno e agosto.

## Distribuzione e habitat
Frequente sulle Alpi e gli Appennini, tra un'altitudine di 800 fino ai tremila metri, è presente su tutte le montagne d'Europa, in Asia minore e persino nell'America del nord. Viene considerata una specie protetta.

## Usi
I fiori vengono impiegati in preparazioni erboristiche dalle proprietà digestive e febbrifughe.